# Lancelot Blondeel
Lancelot Blondeel (* 1496 in Poperinge; † 4. März 1561 in Brügge) war ein flämischer Maler, Grafiker und Architekt. 

## Biographie
Lancelot Blondeel wurde 1496 in Poperinge geboren. 1523 fertigte er die Legende der Heiligen Cosmas und Damian an. 1529 wurde durch Guyot de Beaugrant der Kamin im Saale des Vrye in Brügge erbaut, für den er den Entwurf lieferte. 1548 schuf er das Gemälde Martertod einer Heiligen. Blondeel starb am 4. März 1561 in Brügge.

## Werke (Auswahl)
Lanceloot Blondeel fertigte seine Werke im Stil der niederländischen Frührenaissance an.

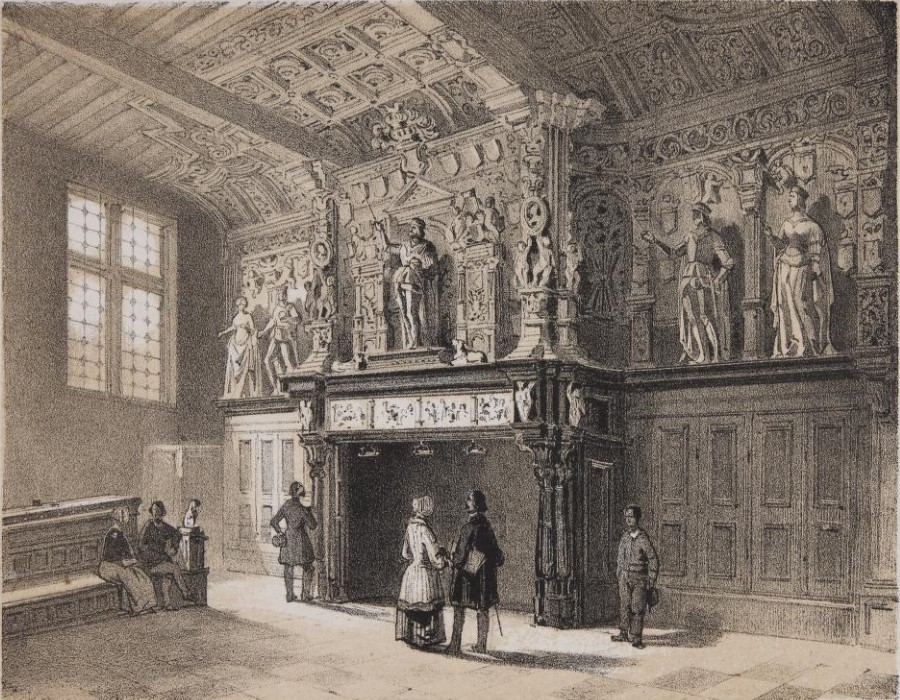
Kamin im Saale der Vrye
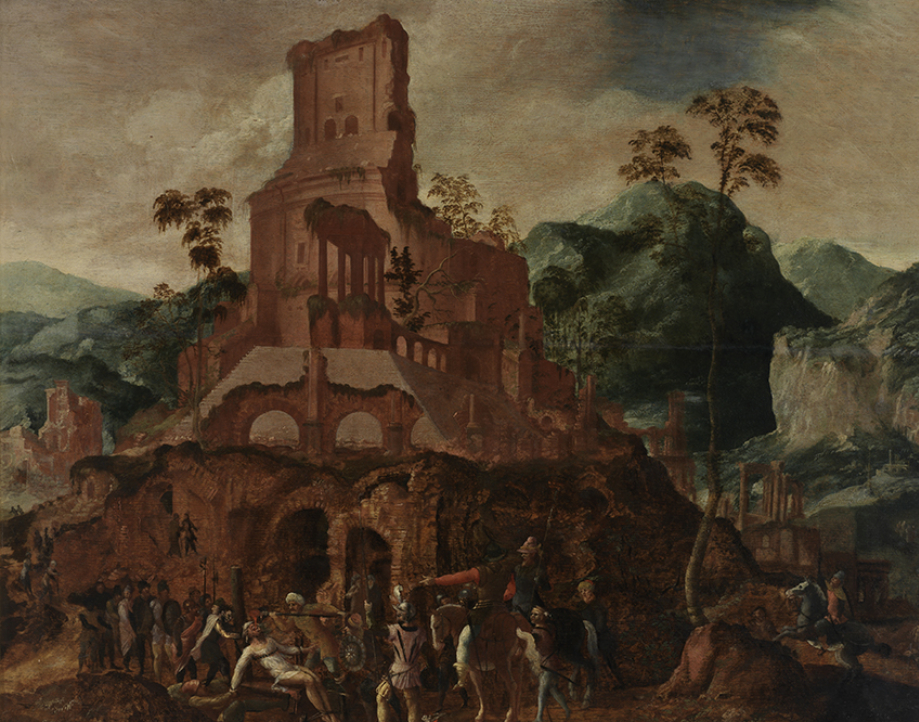
Der Tod von Marcus Crassus (um 1548/58; Brügge, Groeningemuseum)
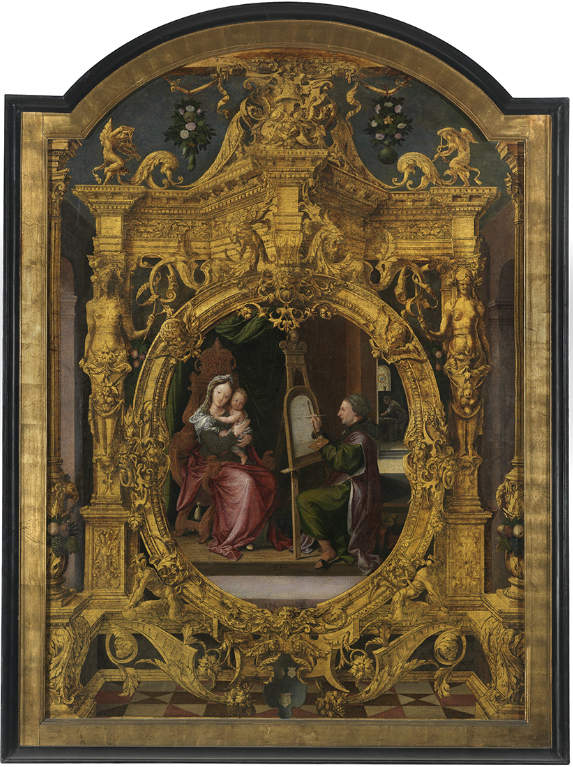
Heiliger Lucas zeichnet Maria (1545; Brügge, Groeningemuseum)
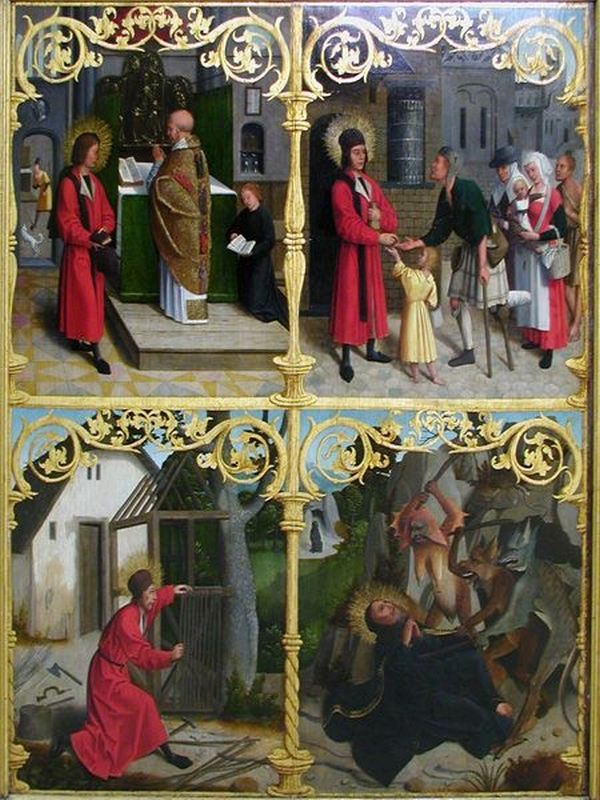
Szenen aus dem Leben von Antonius und Paulus
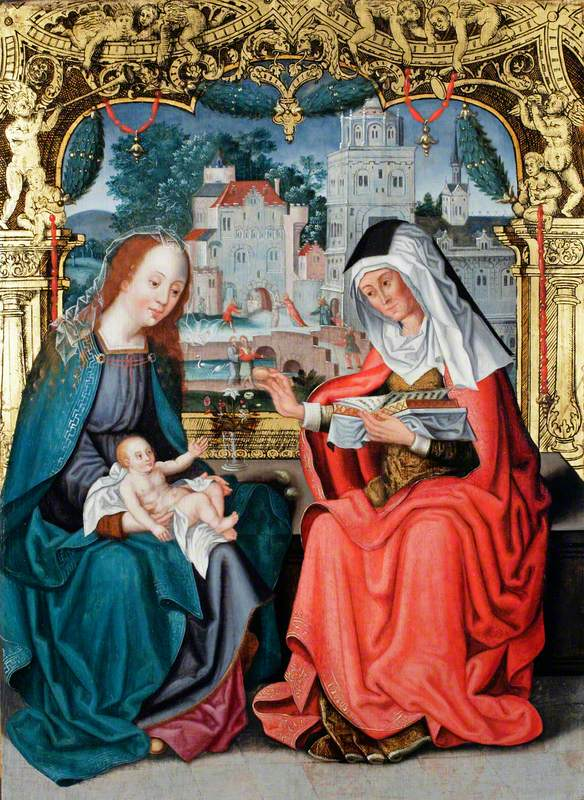
Jungfrau Maria mit Jesus und der heiligen Anne
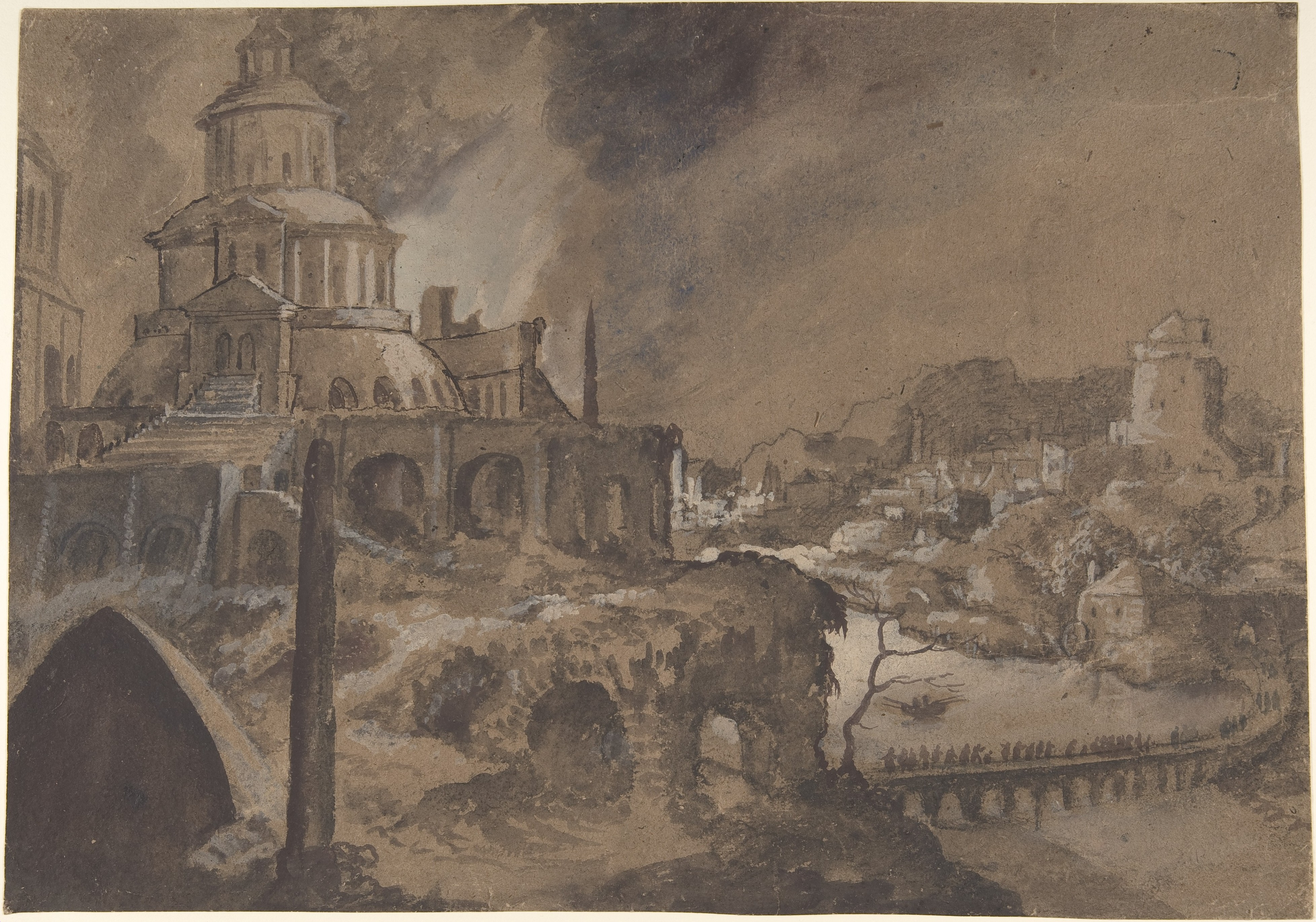
Landschaft mit Brücke
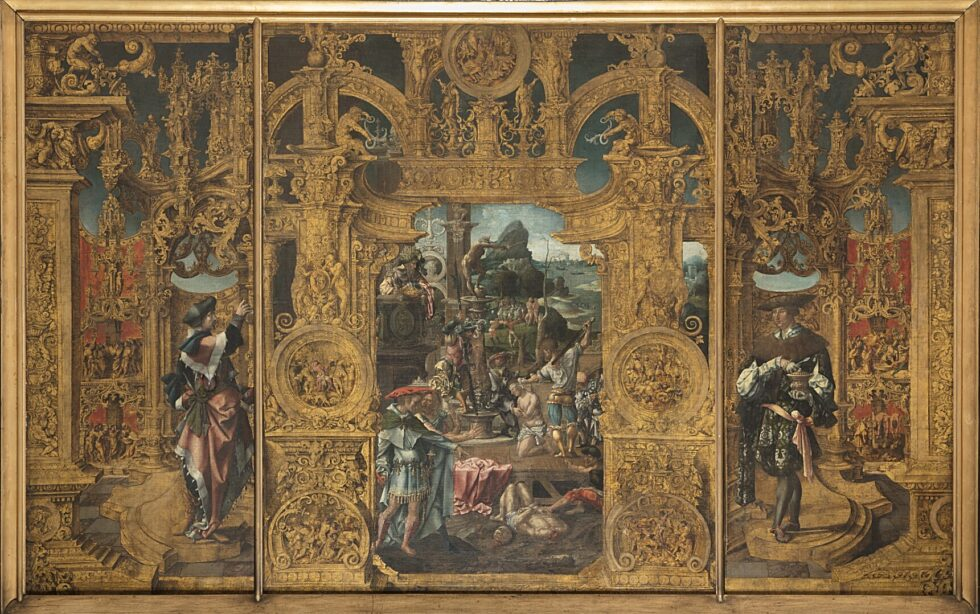
Cosmas und Damian, Brügge, Sint-Jakobskerk

## Nachfolge
In seiner Nachfolge entstand eine Altartafel mit Szenen aus dem Leben des heiligen Georg (um 1535/40; Brügge, Groeningemuseum, Inv. Nr. 0000.GRO0215.l)